# Chris Owen
Ne doit pas être confondu avec Chris Owens.
Pour les articles homonymes, voir Owen.
Chris Owen est un acteur américain, né le 25 septembre 1980 au Michigan. Il est surtout connu pour son rôle de Chuck Sherman, alias Le Sherminator, dans les films de la série American Pie.

## Biographie
Chris Owen naît le 25 septembre 1980 au Michigan.
À l'âge de dix ans, il commence sa carrière d'acteur à la télévision, dans le téléfilm franco-canadien Le Peloton d'exécution (1991) de Michel Andrieu. Dans les années 1990, il apparaît dans des longs métrages tels que Major Payne (1995) de Nick Castle, Angus (1995) de Patrick Read Johnson, Black Sheep (1996) de Penelope Spheeris, Big Party (Can't Hardly Wait, 1998) de Harry Elfont et Deborah Kaplan, Elle est trop bien (She's All That, 1999) de Robert Iscove et Ciel d'Octobre (October Sky, 2000) de Joe Johnston.
En 1999, il apparaît dans la comédie à succès American Pie de Paul Weitz, dans le rôle de Chuck Sherman, alias Le Sherminator. Il reprendra ce rôle pour les suites American Pie 2 (2001) de James B. Rogers, American Pie Présente : No Limit! (American Pie Presents: Band Camp, 2005) de Steve Rash et American Pie 4 (2012) de Jon Hurwitz et Hayden Schlossberg.

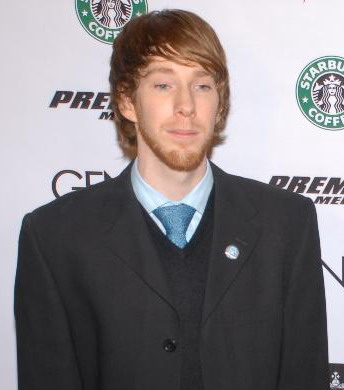
Chris Owen, en 2007.

Il apparaît également pour un seul épisode dans les séries télévisées comme Sept à la maison (7th Heaven, 1996-1997), Monk (2003), FBI : Portés disparus (Without a Trace, 2004) et Mentalist (2011).
En octobre 2014, un article de New York Daily News dévoile qu'il travaille comme serveur dans un restaurant à Santa Monica (Californie) : « La vie n'est pas toujours celle qu'on attend. J'adore jouer, et ce travail me permet de rester dans le combat » (« Life doesn’t always go the way you planned. I love acting and this job lets me stay in the fight ». En 2017, après cet article, il apparaît dans un épisode de la série Esprits criminels (Criminal Minds).
En 2018, il décroche un rôle dans le téléfilm Sharknado 6 : It's About Time (The Last Sharknado: It's About Time) d'Anthony C. Ferrante.

## Filmographie

### Cinéma

#### Longs métrages
- 1994 : Une maison de fous (It Runs in the Family) de Bob Clark : Scut Farcus
- 1995 : Major Payne de Nick Castle : Wuligar
- 1995 : Angus de Patrick Read Johnson : Troy Wedberg
- 1996 : Black Sheep de Penelope Spheeris : Hal
- 1998 : Big Party (Can't Hardly Wait) de Harry Elfont et Deborah Kaplan : l'enfant kleptomane
- 1999 : Elle est trop bien (She's All That) de Robert Iscove : Derek Funkhouser Rutley
- 1999 : American Pie de Paul Weitz : Chuck Sherman
- 2000 : Ready to Rumble de Brian Robbins : Isaac
- 2000 : Ciel d'Octobre (October Sky) de Joe Johnston : Quentin Wilson
- 2001 : American Pie 2 de James B. Rogers : Chuck Sherman
- 2002 : American Party : Van Wilder, relations publiques (National Lampoon's Van Wilder) de Walt Becker : le nouvel arrivé suicidaire
- 2003 : Ladykillers de Joel et Ethan Coen : Leonard Smallwood
- 2004 : Hidalgo de Joe Johnston : le premier soldat
- 2005 : Dear Wendy de Thomas Vinterberg : Huey
- 2005 : American Pie Présente : No Limit! (American Pie Presents: Band Camp) de Steve Rash : Chuck Sherman
- 2007 : B17, la forteresse volante (Fortress de Michael R. Phillips : Burt
- 2008 : The Mist de Frank Darabont : Norm
- 2009 : Super Capers de Ray Griggs : le jeune pyromane
- 2012 : American Pie 4 de Jon Hurwitz et Hayden Schlossberg : Chuck Sherman
- 2018 : Sharknado 6 : It's About Time (The Last Sharknado: It's About Time) d'Anthony C. Ferrante : Gil, vieux de 30 ans

#### Courts métrages
- 2005 : Old Man Music de Scott Slone : un adolescent
- 2011 : Expired d'A. Michael Colton : Nelson
- 2012 : Undead: A Love Story de J.P. Morgan : Chad

### Télévision

#### Téléfilms
- 1991 : Le Peloton d'exécution de Michel Andrieu : Jorge Zebrowski
- 2020 : Joy and Hope de Candice T. Cain : Matt Clark
- 2021 : Il faut sauver la maison de Noël (A Cape Cod Christmas) de John Stimpson : Tom

#### Séries télévisées
- 1993 : Un drôle de shérif (Picket Fences) : Milton Lebeck (saison 1, épisode 13 : Frog Man)
- 1993 : Incorrigible Cory (Boy Meets World) : Ned (saison 1, épisode 4 : Cory's Alternative Friends)
- 1995 : VR.5 : le garçon harcelé
- 1996-1997 : Sept à la maison (7th Heaven) : Sam (2 épisodes)
- 1997 : Sister, Sister : Neil Hawkins (saison 4, épisode 20 : Inherit the Twin)
- 1997 : Meego : Tod Johnson (saison 1, épisode 4 : It's Good to Be King)
- 2002 : Everwood : Pierson (saison 1, épisode 15 : Snow Job)
- 2003 : Monk : Trainee (saison 2, épisode 9 : Mr. Monk and the 12th Man)
- 2004 : FBI : Portés disparus (Without a Trace) : Trent Barker (saison 3, épisode 1 : In the Dark)
- 2011 : Mentalist : Nick « MegaFan8 » (saison 4, épisode 9 : The Redshirt)
- 2017 : Esprits criminels (Criminal Minds) : Kevin Decker (saison 12, épisode 8 : Scarecrow)